# Iulotrichia semialbida
Iulotrichia semialbida är en fjärilsart som beskrevs av W. Warren 1896. Iulotrichia semialbida ingår i släktet Iulotrichia och familjen mätare. Inga underarter finns listade i Catalogue of Life.